# Pedra Bela
Pedra Bela es un municipio brasileño del estado de São Paulo. Se localiza a una latitud 22º47'35" sur y a una longitud 46º26'35" oeste, estando a una altitud de 1120 m s. n. m.. Su población estimada en 2004 era de 5.849 habitantes.
Posee un área de 157,62 km².

## Turismo
Uno de los puntos turísticos de Pedra Bela es la piedra del Santuario, donde está localizada a mayor tirolesa del Brasil con aproximadamente 2 km de extensión.
Existen varias cascadas y lindos arroyos alrededor de la ciudad.
El centro de la ciudad es típico del interior. Sin edificios o grandes edificaciones. Apenas las residencias y los pequeños establecimientos comerciales. Una excelente ciudad para visitar, a quien gusta de calma y tranquilidad.

## Demografía
Datos del Censo - 2000
Población Total: 5.609
- Urbana: 1.205
- Rural: 4.404
- Hombres: 2.959
- Mujeres: 2.650

Densidad demográfica (hab./km²): 35,68
Mortalidad infantil hasta 1 año (por mil): 17,74
Expectativa de vida (años): 70,25
Tasa de fertilidad (hijos por mujer): 2,14
Tasa de Alfabetización: 83,46%
Índice de Desarrollo Humano (IDH-M): 0,733
- IDH-M Salario: 0,661
- IDH-M Longevidad: 0,754
- IDH-M Educación: 0,785

(Fuente: IPEAFecha)

## Administración
- Prefecto: José Ronaldo Leme (2009/2012)
- Viceprefecto: Laudiceia Regiane de Toledo (2009/2012)
- Presidente de la Cámara: Maria Jerusa Ferreira (2009/2010)